# Zamek Hukvaldy
Hukvaldy – ruiny morawskiego zamku we wsi Hukvaldy w powiecie Frydek-Mistek w Czechach.
Pierwsza wzmianka o zamku pochodzi z 1285 roku. Od połowy 1359 r. stanowił własność biskupów ołomunieckich i ośrodek administracyjny ich państwa hukwaldzkiego. W 1465 roku właścicielem zamku został król Jerzy z Podiebradów, który sprzedał go biskupowi ołomunieckiemu. Później czasowo był własnością panów z Boskovic, którzy dokonali przebudowy. Na początku XVI w. zamek ponownie stał się ponownie własnością biskupów ołomunieckich. W 1760 roku zarząd państwa hukwaldzkiego przeniesiono do nowo wybudowanego pałacyku. Dwa lata później zamek spłonął od uderzenia piorunu i opustoszał. Od tego czasu pozostaje w ruinie. W 1948 roku został upaństwowiony. Udostępniony do zwiedzania.
Zamek zajmuje szczytowe partie mocno wydłużonego wzgórza. Obejmuje teren o długości 320 m i łącznym obwodzie ok. 800 m. Otaczają go dobrze zachowane mury obronne o grubości 2 m, wzmocnione dziewięcioma basztami. Podzielony jest na sześć kolejnych części. Do każdej z nich prowadzi oddzielna brama. Druga brama, prowadząca na  główny dziedziniec, stanowi obecnie główne wejście do zamku. Ponad nią wznosi się potężna wieża zwana Kulatina o wysokości 34 m i średnicy 25 m - najstarsza część kompleksu obronnego, zbudowana jeszcze w XIII w. przez Arnolda von Hückenswagen. 

Na dziedzińcu tym znajduje się renesansowa kaplica zamkowa pw. św. Andrzeja, zbudowana w 1602 r. Dziedziniec ostatniej części zamku chroniony jest przez dwa narożne bastiony. Znajduje się na nim XVI-wieczna studnia o pierwotnej głębokości 170 m, częściowo zasypana w 1738 r.
Zamek otacza park w stylu angielskim o powierzchni ponad 450 ha. Otoczony jest on XIX-wiecznym murem z neobarokową bramą wjazdową. W drzewostanie znajdziemy wiele starych dębów, lip, wiązów i kasztanowców. W parku, w rozległej zagrodzie, żyją muflony, daniele i jelenie sika. Wśród wielu gatunków gniazdujących tu ptaków należy wymienić kruka i bociana czarnego.